# بونينيت

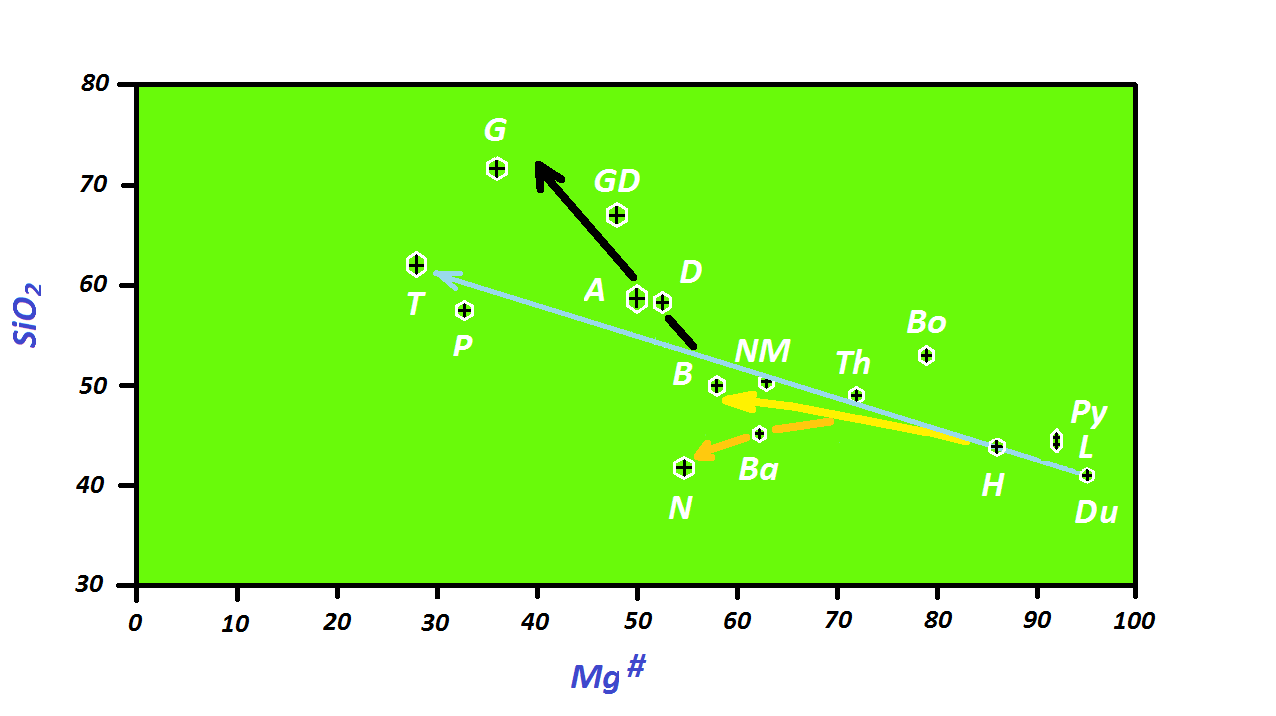

البونينيت هو صخر مافي نابط غني بالمغنيسيوم والسيليكا. تتكون صخور البونينيت عادة من بلورات بارزة من البيروكسين والأوليفين ضمن فرشة زجاجية غنية بالحبيبات البلورية.
سمي هذا الصخر بهذا الاسم لانتشاره في جزر بونين اليابانية.